# Jad
En jad (hebraisk: יד; hånd) er en pegestav til tydning af tekstlinjer under toralæsning. Jaden, som også kendes som torafinger eller toraviser, består for det meste af en stav fremstillet i sølv, hvorpå dennes forreste ende befinder sig en hånd med en udstrakt pegefinger. Brugen af jad skal forhindre, at de delvis århundredegamle af en sofer håndskrevne skriftruller bliver berørt af menneskehænder, tilsmudset eller beskadiget – da torarullen betragtes som hellig. Jaden tjener også som hjælp til oplæsning fra torarullen under gudstjenester, da toraens tekst ganske vidst er uden teamin, men dog er nedskrevet med ornamentering, den såkaldte tagin. Tagin består af tre sirlige linjer ved det øverste venstre hjørne af syv af de i alt 22 hebraiske bogstaver. De understreger den mystiske tekstbetydning så vidt, at hver tilførte streg og hvert tilførte tegn sammen med bogstaverne og ordene i toraen gælder som afslørende symboler for universets og skabelsens ekstraordinære hemmeligheder. Jaden er en del af toraens udsmykning og opbevares sammen med toraen i toraskrinet.
Mens en forlæser eller rabbiner under gudstjenester kører jaden langs toraens tekstlinjer, og teksten fremføres i et messende toneleje (lejnen), efterprøver en assistent, som har teksten i den stiplede udgave foran sig, chazzanens foredrag på nøjagtighed og korrigerer efter behov. Antikke jader er eftertragtede samlerobjekter for samlere af judaika.